# Aliança de Mulheres Jornalistas de Cinema
A Aliança de Mulheres Jornalistas de Cinema (em inglês:  Alliance of Women Film Journalists, AWFJ) é uma organização sem fins lucrativos fundada em 2006. A organização é baseada na cidade de Nova York e se dedica a apoiar o trabalho feito por e sobre mulheres na indústria cinematográfica. A AWFJ é composta por 84 mulheres críticas profissionais de cinema, jornalistas e escritoras de destaque que trabalham na mídia impressa, de radiodifusão e on-line. O British Film Institute descreve o AWFJ como uma organização que coleta artigos de seus membros (principalmente sediadas nos EUA), concede prêmios anuais e "apoia filmes de mulheres e sobre elas".

## Missão
A AWFJ é dedicada a apoiar o trabalho feito por e sobre mulheres — tanto na frente quanto atrás das câmeras — por meio de atividades promocionais dentro do grupo, programas de extensão e apresentação de prêmios em reconhecimento a realizações excepcionais de e sobre mulheres no cinema, tanto as melhores quanto as piores. A mais notável categoria negativa é a "Diferença de idade mais flagrante entre o protagonista e o interesse amoroso" (em inglês:  Most Egregious Age Difference Between Leading Man and Love Interest), que compara as diferenças de idade entre os heróis masculinos e as mulheres que lhes servem de interesse amoroso, comumente de décadas.

## Membros
Os membros devem atender aos critérios de associação da AWFJ. A associação à AWFJ está aberta por convite a críticas e jornalistas de cinema - incluindo editoras - dos Estados Unidos, Canadá, Reino Unido e Austrália, que mantenham status profissional, seja como funcionárias ou como colaboradoras freelance regulares que atendam às especificações estipuladas. As publicações impressas devem ter uma circulação de 50.000 exemplares ou mais; a média de espectadores ou ouvintes na televisão deve ser de 50.000 ou mais por mês; a média de espectadores únicos online deve ser de 20.000 ou mais por mês. A associação é aberta a aceitar membros de outros países, desde que sejam fluentes e saibam escrever em inglês.
O objetivo é ajudar os membros a manterem sua filiação à AWFJ ao longo de suas carreiras. No entanto, uma vez aceito na AWFJ, o membro deve continuar a atender aos requisitos listados, a menos que seja isento pelo Conselho de Administração. Entre eles estão ter sido uma crítica de cinema profissional ou jornalista de cinema por no mínimo cinco anos; devem produzir no mínimo 50 críticas ou histórias de filmes por ano para jornais, emissoras de rádio e TV ou canais online; o pagamento da anuidade de US$ 50 até o prazo estabelecido pela presidente da AWFJ. O pagamento pode ser feito por Zelle ou PayPal. Para pagamentos via PayPal, há uma taxa de processamento de US$ 5. Serão aplicadas multas em caso de atraso no pagamento.

### Conselho Administrativo
- Jennifer Merin, Presidente
- Betsy Bozdech, Vice-Presidente
- Julide Tanriverdi, Vice-Presidente
- Liz Whittemore, Vice-Presidente

### Conselho Consultivo
- Melanie Lynn Addington – Diretora, Festival de Cinema de Tallgrass
- Sally Berger – Curador de Cinema Independente
- Jonathan Gray, Esq. – Gray, Schwartz LLP
- Carol Jenkins – Diretora, Centro de Mídia Feminina
- David Magdael – David Magdael & Associates, Relações Públicas
- Shauna Hardy Mishaw – Diretora, Festival de Cinema de Whistler